# Burgstall Alter Schlossberg (Herbolzheim)
Der Burgstall Alter Schlossberg, auch Altes Schloss genannt, bezeichnet eine abgegangene hochmittelalterliche Höhenburg auf dem Schlossberg bei 430 m ü. NHN südsüdwestlich von Herbolzheim, einem heutigen Gemeindeteil des Marktes Markt Nordheim im mittelfränkischen Landkreis Neustadt an der Aisch-Bad Windsheim in Bayern.
Von der umfangreichen Burganlage mit einem sehr breiten und tiefen südöstlichen Wallgraben sind noch Wallgrabenreste und Bruchsteinmauerreste erhalten.